# Вилерни (Минесота)
Вилерни (енгл. Willernie) град је у америчкој савезној држави Минесота.

## Демографија
По попису из 2010. године број становника је 507, што је 42 (-7,7%) становника мање него 2000. године.
| Група             | 2000.       | 2010.       |
| Белци             | 512 (93,3%) | 446 (88,0%) |
| Афроамериканци    | 5 (0,9%)    | 5 (1,0%)    |
| Азијати           | 2 (0,4%)    | 2 (0,4%)    |
| Хиспаноамериканци | 6 (1,1%)    | 22 (4,3%)   |
| Укупно            | 549         | 507         |